# Lenguas de Afganistán

Grupos etnolingüísticos de Afganistán.

Afganistán es un país multilingüe en el que los dos idiomas más hablados, el pastún y el dari, tienen carácter de oficiales. El dari es el nombre oficial del idioma persa en Afganistán. A menudo se lo conoce como el "Persa afgano". Tanto el pashto como el persa son lenguas indoeuropeas dentro de las lenguas iranias. Otros idiomas regionales, tales como el uzbeko, el turcomano, el balochi, las lenguas pashayi y el nuristani son hablados por grupos minoritarios en todo el país.
Dentro de los idiomas menores se pueden incluir el Idioma indostánico, Panyabí, Ashkunu, Kamkata-viri, Vasi-vari, Tregami e Kalasha-ala, las lenguas pamir (Sugní, Munji, Idioma wají y Wají), Brahui, Qizilbash, Aimaq, y Pashai e idioma kirguís. El lingüista Harald Haarmann cree que Afganistán alberga más de 40 idiomas menores, con alrededor de 200 dialectos diferentes.

## Política lingüística

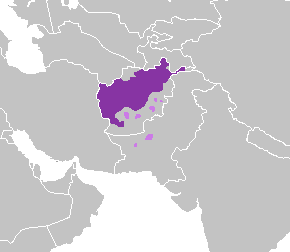
Persa darí.

El dari es el idioma más hablado de los idiomas oficiales de Afganistán. En 1980, a otros idiomas regionales se les otorgó el estatus oficial en las regiones donde son el idioma de la mayoría. El artículo 16 de la Constitución afgana de 2004 establece que los uzbekos, los turcomanos, los baluchis, los pashayi, los nuristaníes y los pamiri son, además del pashto y el dari, el tercer idioma oficial en las zonas donde la mayoría habla. Las modalidades prácticas para la implementación de esta disposición se especificarán por ley."

## Política de nombres
Dari es un término ampliamente recomendado por las autoridades afganas para designar los dialectos persas hablados en Afganistán, en contraste con los dialectos hablados en el vecino Irán. Aunque todavía es ampliamente conocido como "Farsi" ("persa") para sus hablantes nativos, el nombre fue cambiado oficialmente a Dari en 1964. Dari no debe confundirse con el dialecto de Kabul, que es el dialecto persa dominante en Afganistán. Sin embargo, aparte de unos pocos conceptos básicos de vocabulario (y más estilos caligráficos indo-persas en la escritura persa-árabe), hay poca diferencia entre el persa formal escrito de Afganistán y el de Irán. El término Dari a menudo se usa libremente para el característico persa hablado de Afganistán, en general el dialecto de Kabul, pero se restringe mejor a los registros formales hablados (poesía, discursos, noticieros y otros anuncios de difusión).

## Sumario
| Lenguas de Afganistán                  | Lenguas de Afganistán                  | Lenguas de Afganistán | Lenguas de Afganistán | Lenguas de Afganistán |
| -------------------------------------- | -------------------------------------- | --------------------- | --------------------- | --------------------- |
|                                        |                                        |                       |                       |                       |
| Dari (persa afgano)                    | Dari (persa afgano)                    |                       | 50 %                  | 50 %                  |
| Pashto                                 | Pashto                                 |                       | 35 %                  | 35 %                  |
| Uzbeco y Turcomano                     | Uzbeco y Turcomano                     |                       | 11 %                  | 11 %                  |
| Otros 30, incluyendo Baluchi y Pashayi | Otros 30, incluyendo Baluchi y Pashayi |                       | 4 %                   | 4 %                   |

Dari funciona como la lengua franca de la nación y es la lengua nativa de varios grupos étnicos afganos, incluidos el tayikos, Hazaras y Aimak. Pashto es el lengua materna del pueblo pashtún, el grupo étnico dominante en Afganistán. Debido al carácter multiétnico de Afganistán, la variedad de idiomas, así como el bilingüismo y el multilingüismo son fenómenos comunes.

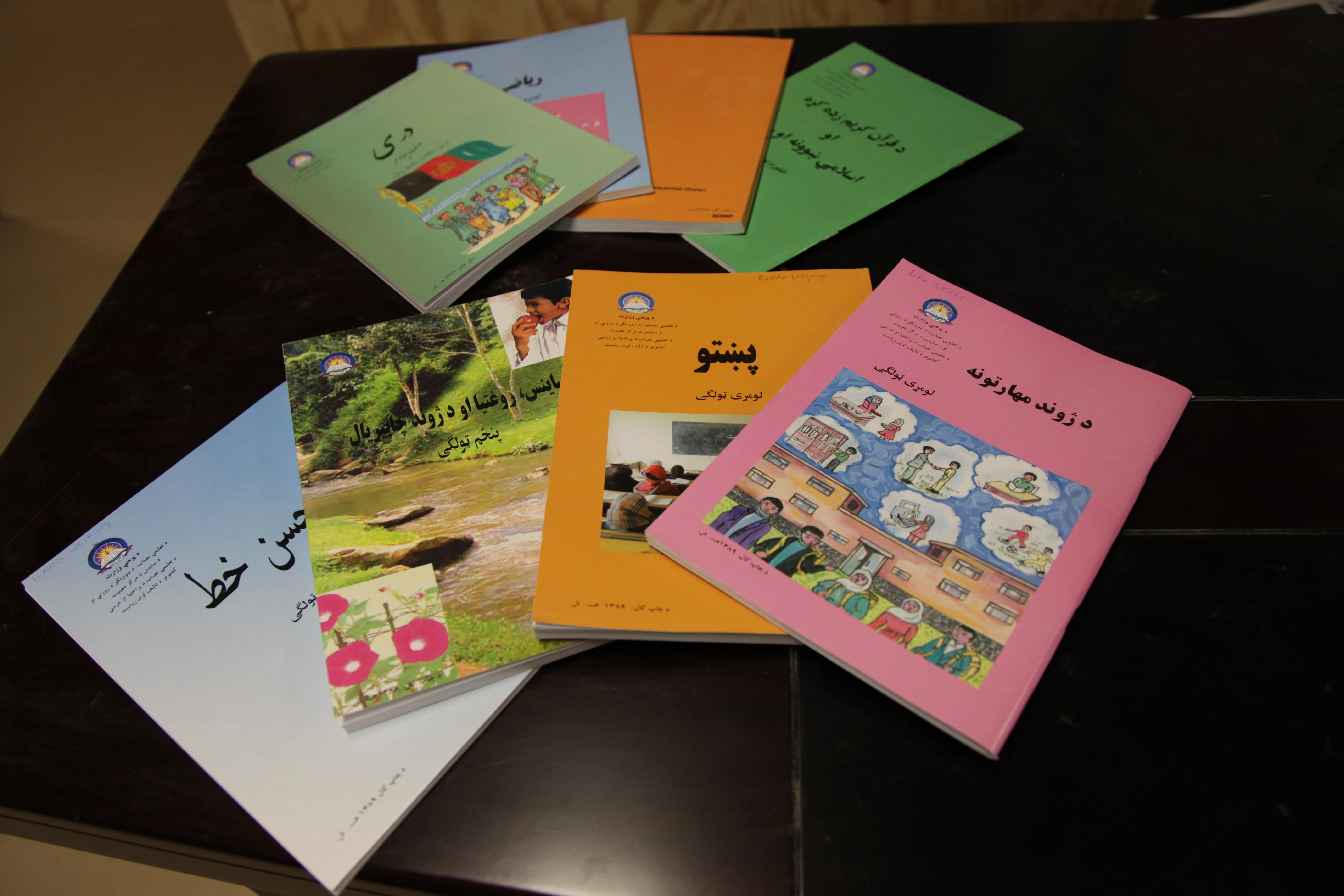
Libros de texto escolares afganos escritos tanto en Pashto como en Dari.

Las cifras exactas sobre el tamaño y la composición de los diversos grupos etnolingüísticos no están disponibles ya que no se han realizado censos sistemáticos en Afganistán en décadas. Las estimaciones sugieren los siguientes idiomas principales:
Según un sondeo de opinión de 2006 que involucraba a 6226 ciudadanos afganos seleccionados al azar por la Fundación Asia, el Dari fue el primer idioma del 49%, con 37 adicionales % indicando la capacidad de hablar Dari como segundo idioma; 42% pudieron leer Dari. En segundo lugar, el Pashto fue el primer idioma del 40% de las personas encuestadas, mientras que un 28% adicional lo habló como un segundo idioma; El 33% pudo leer Pashto. El uzbeko fue el primer idioma del 9% y el segundo idioma el 6%. Turkmeno fue el primer idioma del 2% y un segundo idioma para el 3%. Se habló inglés en un 8% y el urdu en un 7%.
Un estudio posterior descubrió que Dari era, por un amplio margen, el idioma más hablado en el Afganistán urbano, con el 93% de los afganos que decían hablarlo, pero solo el 75% de los afganos rurales afirmaban lo mismo.
Una población considerable en Afganistán, especialmente en Kabul, también puede hablar y entender hindi-urdu debido a la popularidad e influencia de las películas y canciones de Bollywood en la región.